# Gina Pane
Gina Pane (Biarritz, 1939 — Paris, 1990) foi uma artista italiana.

## Biografia
Estudou na Escola de Belas-Artes de Paris entre 1961 e 1966. Realizou a sua primeira exposição individual em 1966.
Artista ligada ao fenômeno da Performance Art, Gina Pane tornou-se, durante a década de 1970, um dos expoentes máximos da Body Art, para o que contribuiu o caráter fortemente mediático das suas apresentações. Tal como outros artistas desta tendência (como o francês Michel Journiac ou o suiço Urs Lüthi), Gina Pane utilizava sempre o corpo como material e suporte para a criação artística.
Os seus atos, bastante extremados no sentido da auto-mutilação e do sofrimento, pretendiam acentuar o problema da violência da vida contemporânea na sua relação com a vulnerabilidade e com a própria passividade com que o indivíduo enfrenta estes temas. As suas encenações, de sentido masoquista, assentavam na impassividade com que a artista produzia os cortes e na capacidade de conter e teatralizar o próprio sofrimento e de esteticizar o disforme e a mutilação.
Aproximando-se das orientações estéticas de outras artistas femininas, a obra de Gina Pane pretende abordar a relação entre os sexos, os tabus e os estereótipos e o problema da dominação masculina.
No início da década de 1980, acreditando esgotadas as potencialidades comunicativas das ações corporais e concluídas as marcas que queria deixar impressas no corpo, a artista abandonou as performances públicas e dedica-se à produção de objetos escultóricos e de desenhos, de caráter minimalista, para os quais utiliza o metal, o vidro e a madeira.
Seu objetivo era provocar, através de seus atos, um profundo estado de desconforto na pessoa que está olhando, o espectador. Para isso ela introduzia em ações aparentemente familiares, um elemento de terror.